# Gnome Disks
Gnome Disks (auch gnome-disk-utility oder „palimpsest“ genannt) ist ein grafisches Frontend (GUI) von udisks und im gnome-disk-utility package enthalten. Es kann zum Verwalten von Partitionen, Auslesen von S.M.A.R.T., Benchmarking, und bis Version 3.12 zur Verwaltung von Software-RAID benutzt werden. Eine Einführung für Benutzer ist im GNOME Documentation Project enthalten.

## Hintergrund
Udisks wurde in früheren Versionen DeviceKit disks genannt, das wiederum im DeviceKit enthalten ist. Es war geplant, die entsprechende Funktionalität im HAL zu ersetzen. HAL und DeviceKit wurden nicht mehr weiterentwickelt.
Eine einmalige Eigenschaft des partition manager ist, dass damit vom Benutzer geplante Aufgaben im Hintergrund und auch nach dem Schließen der Anwendung ausgeführt werden.
Aus Palimpsest ging Disks hervor, dieses wurde in verschiedene Betriebssysteme übernommen, darunter Debian, Ubuntu, Linux Mint, Trisquel, Fedora, Red Hat Enterprise Linux 6 und CentOS. Im Menü von OpenSUSE ist es unter dem Namen Laufwerke vorhanden, der auf die ausführbare Datei gnome-disks verlinkt.

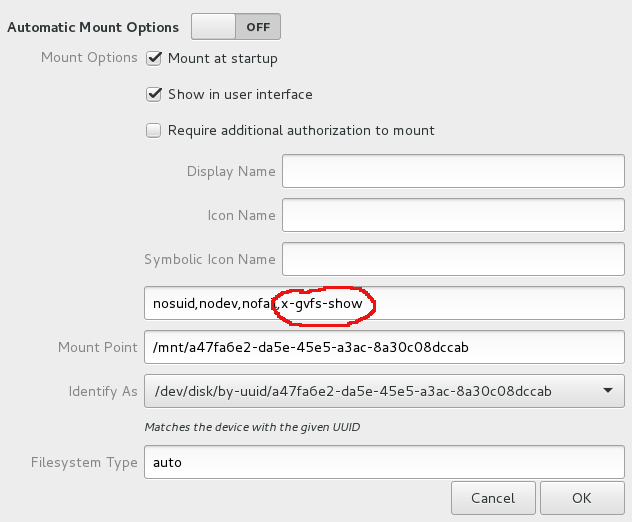
GNOME Disks als Frontend zur Steuerung von udisks2 und gvfs-udisks2-volume-monitor. Die Option mount x-gvfs-show wird von mount nicht unterstützt.